# R.project
株式会社R.project（アールプロジェクト）とは、千葉県鋸南町に本社、東京都中央区日本橋馬喰町に本部を置く日本の宿泊施設運営会社。

## 概要
地方地域で使われていない廃校や宿泊施設、また稼働率の低い運動施設を活用し、それらを組み合わせることで、スポーツ合宿を顧客対象の中心とした宿泊施設を展開している。
元陸上選手の為末大が取締役を務める。

## 沿革
- 2006年11月 - 設立
- 2007年11月 - サンセットブリーズ保田（旧千代田区臨海学園）オープン
- 2012年 7月 - 箱根町の旧仙石原中学校の活用事業における、構成企業に選定される
- 2012年 8月 - 新館「サンセットビレッジ」オープン
- 2012年10月 - 為末大、取締役就任。

## 運営施設
- サンセットブリーズ保田
- サンセットビレッジ
- アカデミーハウス館山
- 白浜フローラルホール
- 昭和の森フォレストヴィレッジ
- アルビンスポーツパーク
- 本栖湖スポーツセンター
- 清風荘山中湖
- 上郷・森の家
- IRORI Nihonbashi Hostel and Kitchen
- Shibamata FU-TEN Bed and Local